# Psilodera natalensis
Psilodera natalensis är en tvåvingeart som beskrevs av Evert I. Schlinger 1960. Psilodera natalensis ingår i släktet Psilodera och familjen kulflugor. Inga underarter finns listade i Catalogue of Life.